# Quartiers de Monaco
La principauté de Monaco est traditionnellement divisée en quatre quartiers  : Monaco-Ville (« le Rocher »), La Condamine, Monte-Carlo et Fontvieille.
Depuis 1966, Monaco est en outre divisé, pour des questions d'urbanisme, en quartiers ordonnancés et secteurs réservés.

## Quartiers traditionnels

Les quatre quartiers traditionnels de Monaco.

Les quatre quartiers traditionnels de Monaco sont :
- Monaco-Ville : la vieille ville, construite sur le Rocher ;
- La Condamine : autour du port Hercule ;
- Monte-Carlo : zone résidentielle et hôtelière ;
- Fontvieille : quartier gagné sur la mer en 1971.

De 1911 à 1918, ces trois premiers quartiers formaient trois communes distinctes, depuis regroupées en une unique commune de Monaco qui occupe tout le territoire de la principauté.

## Quartiers ordonnancés et secteurs réservés

Les quartiers et secteurs de Monaco.

Pour des questions d'urbanisme, une ordonnance souveraine de 1966 découpe la principauté en secteurs réservés, « dont le caractère actuel doit être conservé » et en quartiers ordonnancés, dotés d'un règlement d'urbanisme. Le nombre et les limites de ces secteurs et quartiers sont plusieurs fois modifiés. Le dernier découpage date de 2013 et crée deux secteurs réservés et sept quartiers ordonnancés, :
| Subdivision            | Subdivision         | Superficie | Superficie |
| Subdivision            | Subdivision         | en m2      | en %       |
| ---------------------- | ------------------- | ---------- | ---------- |
| La Condamine           | Quartier ordonnancé | 295 843    | 14,2 %     |
| Fontvieille            | Quartier ordonnancé | 329 516    | 15,8 %     |
| Larvotto               | Quartier ordonnancé | 217 932    | 10,4 %     |
| Jardin exotique        | Quartier ordonnancé | 234 865    | 11,3 %     |
| Monaco-Ville           | Secteur réservé     | 196 491    | 9,4 %      |
| Les Moneghetti         | Quartier ordonnancé | 115 196    | 5,5 %      |
| Monte-Carlo            | Quartier ordonnancé | 436 760    | 20,9 %     |
| Ravin de Sainte-Dévote | Secteur réservé     | 23 485     | 1,1 %      |
| La Rousse              | Quartier ordonnancé | 176 888    | 8,5 %      |
| Le Portier             | Quartier ordonnancé | 60 000     | 2,9 %      |
| Total                  | Total               | 2 086 976  | 100,0 %    |

### Ancien découpage

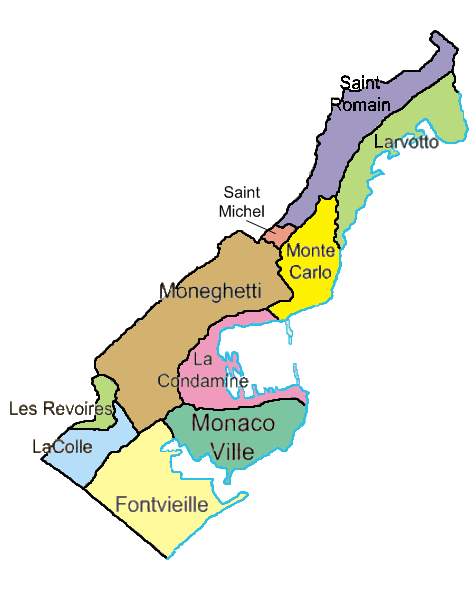
Découpage des quartiers jusqu'en 2013.

Avant l'ordonnance de 2013, Monaco comptait dix quartiers et secteurs réservés :
- Monaco-Ville,
- Monte-Carlo-Spélugues,
- La Rousse-Saint-Roman,
- Larvotto-Bas-Moulins,
- Saint-Michel,
- La Condamine,
- La Colle,
- Les Révoires,
- Moneghetti-Boulevard-de-Belgique,
- Fontvieille.